# 希尔波尔特施泰因
希尔波尔特施泰因是德国巴伐利亚州的一个市镇。总面积89.71平方公里，总人口13363人，其中男性6822人，女性6541人（2011年12月31日），人口密度149人/平方公里。